# 史氏五孔䱛
史氏五孔䱛為輻鰭魚綱鱸形目鱸亞目石首魚科五孔䱛屬的其中一種，該物種分布南美洲厄瓜多東部的亞馬遜河流域，體長可達19.2公分，棲息在溪流。